# Joanna Vanderham
Joanna Vanderham (née le 18 octobre 1991 à Perth) est une actrice écossaise,.

## Biographie
Tom, le père de Joanna Vanderham, est un homme d'affaires néerlandais. Sa mère, Jill, est professeur de recherche cardiovasculaire à l'hôpital Ninewells à Dundee. Ils ont divorcé lorsque Joanna était encore un enfant.
Joanna Vanderham a étudié à l'école Robert Douglas Memorial à Scone, puis au High School of Dundee à Dundee, en Écosse. Elle a ensuite étudié les arts dramatiques au Royal Welsh College of Music and Drama à Cardiff.

## Carrière
Joanna Vanderham a incarné le rôle de Cathy dans la série télévisée en six parties The Runaway (en), diffusée sur Sky TV à partir du 31 mars 2011. Il s'agit d'une adaptation d'un roman de Martina Cole.
Elle a joué le rôle principal de Denise Lovett dans la célèbre série télévisée de la BBC, The Paradise, dirigée par Bill Gallagher et vaguement inspirée d'Au Bonheur des Dames, le roman d'Émile Zola. Une seconde saison a été diffusée en octobre 2013, mais la série n'a pas été renouvelée pour une troisième saison.
Elle apparait également dans le film What Maisie Knew aux côtés d'Alexander Skarsgård et de Julianne Moore. Elle a aussi incarné Pamela dans la série Dancing on the Edge, dirigé par Stephen Poliakoff.
En 2015, elle incarne Katherine "Kitty" dans la série dramatique de BBC Two, Banished, puis Marian Maudsley dans le téléfilm de BBC One, The Go-Between.

## Filmographie
| Année     | Film                | Rôle              |
| --------- | ------------------- | ----------------- |
| 2011      | The Runaway         | Cathy             |
| 2011      | Young James Herriot | Jenny Muirhead    |
| 2012      | What Maisie Knew    | Margo             |
| 2012      | Insoupçonnable      | Amanda Delany     |
| 2012-2013 | The Paradise        | Denise Lovett     |
| 2013      | Blackwood           | Jessica           |
| 2013      | Dancing on the Edge | Pamela            |
| 2013      | Miss Marple         | Ellie             |
| 2015      | Banished            | Katherine McVitie |
| 2015      | The Go-Between      | Marian Maudsley   |
| 2025      | Outrageous          | Diana             |

## Théâtre
- 2015 : The Dazzle de Richard Greenberg, Found 111, Londres